# Camponotus heracleus
Camponotus heracleus é uma espécie de inseto do gênero Camponotus, pertencente à família Formicidae.